# Saint-Priest-la-Prugne
Saint-Priest-la-Prugne è un comune francese di 483 abitanti situato nel dipartimento della Loira della regione dell'Alvernia-Rodano-Alpi.

## Società

### Evoluzione demografica
Abitanti censiti